# نادي قصرش لكرة السلة
نادي قصرش لكرة السلة (بالإسبانية: Cáceres Club Baloncesto)‏ هو فريق كرة سلة إسباني تأسس في سنة 1961 يقع في إكستريمادورا. لعب في الدوري الإسباني لكرة السلة.

## أبرز اللاعبين
- خوان أنطونيو أورينجا
- جوني روجرز